# Nebalia abyssicola
Nebalia abyssicola is een kreeftachtigensoort uit de familie van de Nebaliidae. De wetenschappelijke naam van de soort is voor het eerst geldig gepubliceerd in 1997 door Ledoyer.